# Rudolf Lauscha junior
Rudolf Lauscha junior (* 21. März 1956) ist ein ehemaliger österreichischer Radrennfahrer und nationaler Meister im Radsport.

## Sportliche Laufbahn
Lauscha war im Straßenradsport und im Bahnradsport aktiv. Er wurde 1977 nationaler Meister im Sprint. Die Meisterschaft in der Mannschaftsverfolgung gewann er 1977 und 1978. 
Auf der Straße gewann er 1978 den nationalen Titel im Mannschaftszeitfahren. In der Österreich-Rundfahrt startete Lauscha zweimal. 1976 wurde er 40. und 1979 46. 1988 fuhr er eine Saison als Radprofi im italienischen Radsportteam Malvor–Bottecchia–Sidi.

## Familiäres
Sein Vater Rudolf Lauscha senior war ebenfalls Radrennfahrer.